# Pro Day
Der Pro Day ist ein Tag an dem Scouts der National Football League und Canadian Football League ein speziell angelegtes Probetraining des Abschlussjahrgangs des Footballteams eines Colleges besuchen dürfen. Dort stellen Spieler, die nicht zum NFL Combine eingeladen wurden, verletzungsbedingt nicht teilnehmen konnten oder mit ihrem dort gezeigten Leistungen nicht zufrieden waren ihre Athletik und ihre Fähigkeiten unter Beweis. Zusätzlich interessieren sich die Scouts auch dafür, wie sich die Spieler unter einer ihnen bekannten Umgebung verhalten, da der Combine als sehr hektisch gilt, und die Scouts der Meinung sind, dass sie aus den Beobachtungen des Umgangs eines Spielers mit seinen Mannschaftskameraden auf eine Persönlichkeit schließen können und so beurteilen können, ob er in ihre Mannschaft passen könnte. Im Gegensatz zum Combine gibt es für ein Team keine Zeitbeschränkung wie lang es sich mit einem Spieler unterhalten darf. Zusätzlich können die Scouts und Trainer die Spieler um ein Einzeltraining bitten. Auch wenn am Pro Day physische Tests wie der 40-Yard-Sprint stattfinden, gilt dieser Teil als eher unbedeutend, wichtiger sei der persönliche Kontakt, da dieser den Ausschlag für oder gegen einen Spieler geben könnte.